# Нові Ярошовиці
Нові Ярошовиці (пол. Nowe Jaroszowice, нім. Neu Jäschwitz) — село в Польщі, у гміні Болеславець Болеславецького повіту Нижньосілезького воєводства.
Населення — 262 особи (2011).
У 1975-1998 роках село належало до Єленьоґурського воєводства.

## Демографія
Демографічна структура станом на 31 березня 2011 року:
|          | Загалом | Допрацездатний вік | Працездатний вік | Постпрацездатний вік |
| -------- | ------- | ------------------ | ---------------- | -------------------- |
| Чоловіки | 122     | 18                 | 91               | 13                   |
| Жінки    | 140     | 33                 | 79               | 28                   |
| Разом    | 262     | 51                 | 170              | 41                   |